# Nolinor Aviation

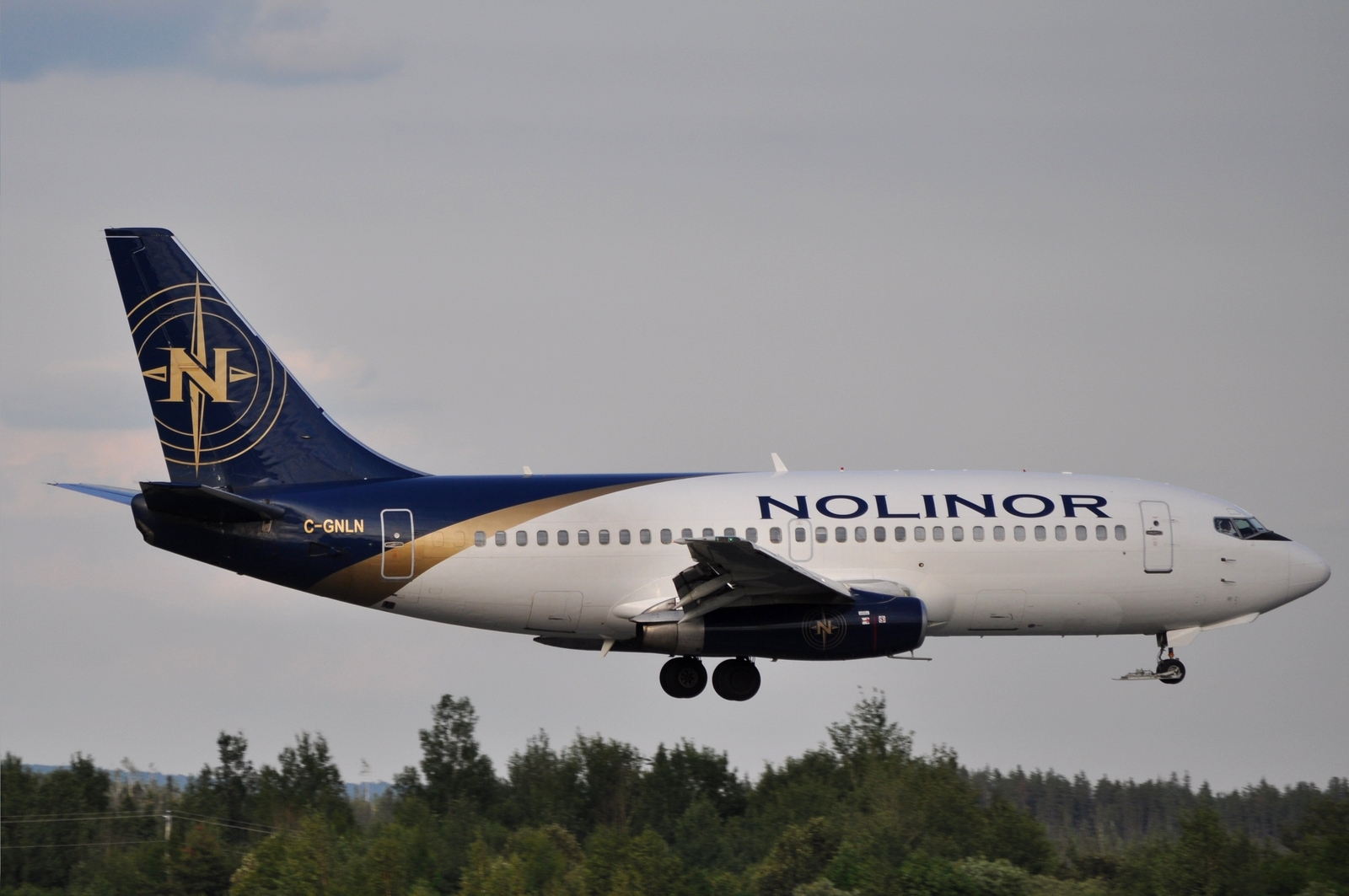
Un Boeing 737-200 de Nolinor aterrizando en el Aeropuerto de Val-d'Or

Les Investissements Nolinor Inc., que opera como Nolinor Aviation, es una aerolínea chárter con sede en Mirabel, un suburbio de Montreal, Quebec, Canadá. Opera servicios de flete de pasajeros y de carga dentro de Canadá y los Estados Unidos. Su base principal es el Aeropuerto Internacional de Montreal-Mirabel. Tiene 200 empleados.

## Historia
La aerolínea se estableció en 1992 y comenzó a operar en 1997. Desde junio de 1999 también está autorizado para realizar su propio mantenimiento de aeronaves.
En 2001, la compañía compró su primer Convair 580 totalmente de carga y comenzó a brindar servicio de carga a los Estados Unidos y la región norte de Canadá. Para responder al creciente mercado de carga, Nolinor Aviation compró dos Convair 580 de carga completa en 2004. En 2006, se compró el cuarto Convair 580 de pasajeros.
En 2004, el fideicomiso de la familia Prud'Homme se convirtió en el accionista mayoritario. Al expandirse muy rápidamente, Nolinor necesitaba más espacio para su flota Convair 580 y en 2005 la compañía trasladó sus instalaciones de mantenimiento al Aeropuerto Internacional Mirabel. El nuevo hangar proporciona más de 100.000 ft² (10.000 m²)y puede acomodar aviones como el Boeing 747-200, 777-300, 767, Airbus A310 y A320. El pavimento tiene más de 300.000 ft² (30.000 m²). y proporciona suficiente espacio de estacionamiento para todos los Nolinor Convair 580 y otros clientes de mantenimiento.
En 2006, la empresa fue nombrada una de las mejores empresas de la provincia de Quebec por el Banco Nacional de Canadá. Nolinor está sacando su cuota de mercado fuera de la región de Quebec.
En 2007, Nolinor Aviation adquirió dos Boeing 737-200 combis (carga / pasajeros). En 2011, Nolinor adquirió otro 737-200 carguero, para sus operaciones de carga.
En 2013, Nolinor comenzó el servicio chárter desde el Aeropuerto Internacional de la Región de Waterloo hasta el Aeródromo de Mary River con escala en el Aeropuerto de Iqaluit utilizando un Boeing 737-200 con servicio tres veces por semana y un cuarto vuelo cada dos semanas. Este servicio ha finalizado desde entonces.
En 2014, Nolinor agregó un jet corporativo Learjet 31 a su flota.
En 2016, Nolinor Aviation agregó un 737-300 a su flota. 
En septiembre de 2017, Nolinor participó en el rescate de los pasajeros varados del Vuelo 66 de Air France que realizó un aterrizaje de emergencia en la Base de la Fuerza Aérea Canadiense de Goose Bay en Goose Bay, Terranova y Labrador, Canadá, luego de experimentar una pérdida de motor sobre el Océano Atlántico. Los pasajeros fueron trasladados a su destino original en el Aeropuerto Internacional de Los Ángeles, con una parada en el Aeropuerto Internacional James Armstrong Richardson de Winnipeg .
En 2020, Los Montreal Alouettes y Nolinor Aviation planearon unirse durante los próximos diez años, ya que Nolinor seguía siendo el socio oficial de vuelos chárter del club. Este nuevo acuerdo fue incluso más lejos que el anterior, ya que un avión Boeing 737 se personalizó con el logotipo y los colores del equipo.
Nolinor también lanzó OWG, una nueva aerolínea, para ofrecer una experiencia de viaje única a destinos tropicales.

## Operaciones

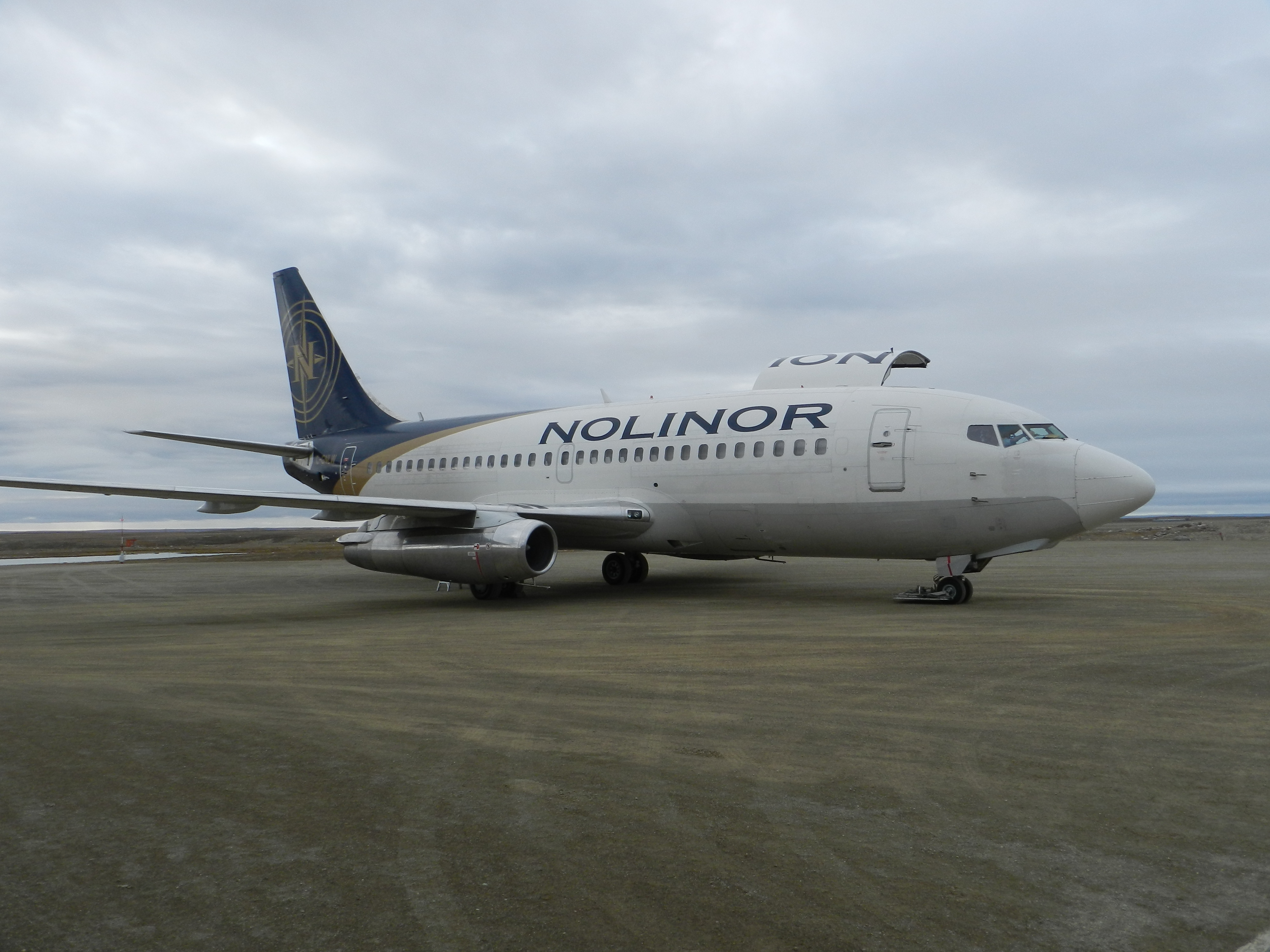
Un vuelo chárter de Nolinor (operando como First Air) en el aeropuerto de Cambridge Bay

Las principales bases de operaciones de Nolinor incluyen:
- Aeropuerto internacional de Montreal-Mirabel
- Aeropuerto internacional de Montreal-Dorval
- Aeropuerto internacional de Winnipeg James Armstrong Richardson
- Región del aeropuerto internacional de Waterloo
- Aeropuerto de Val-d'Or

## Librea

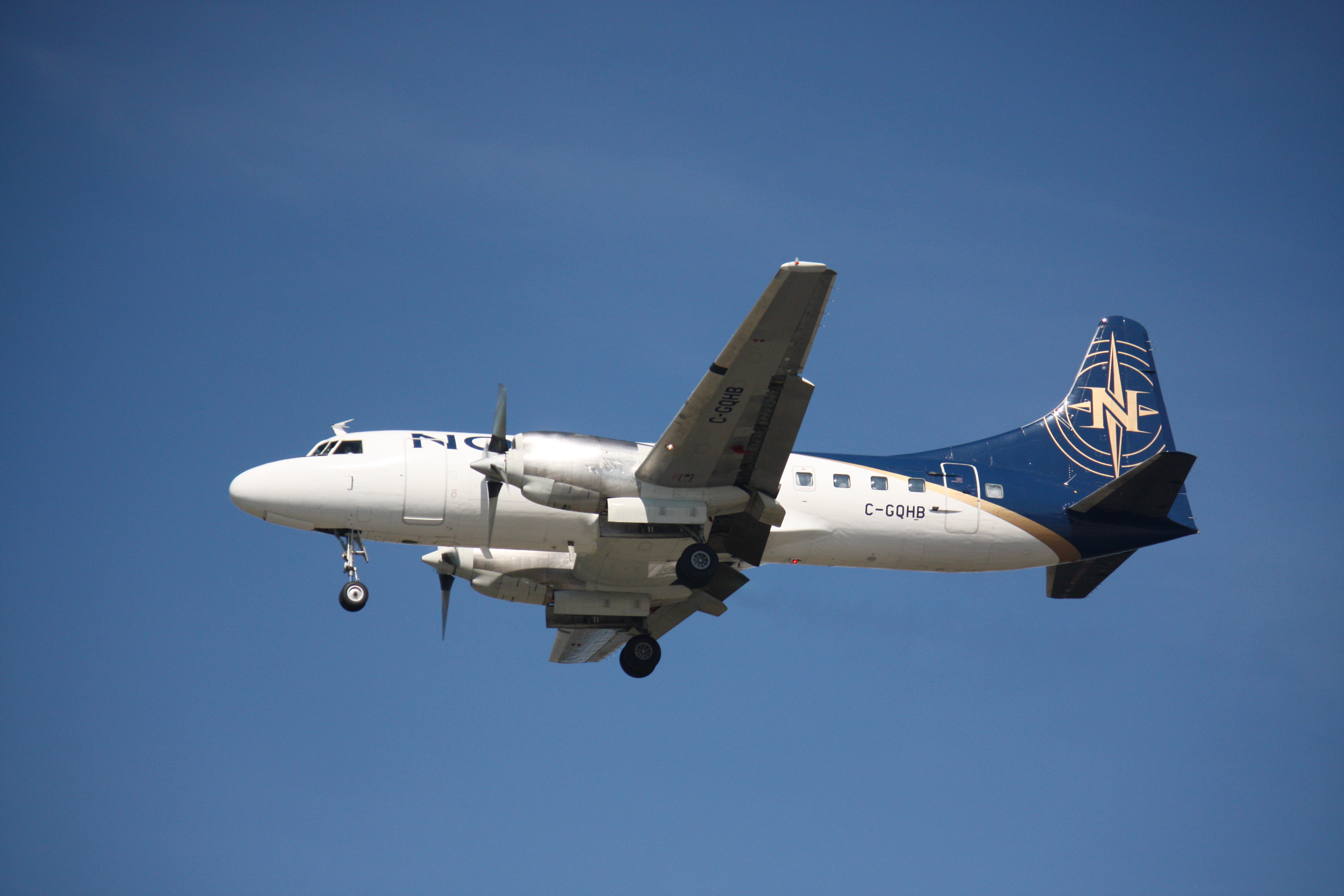
Un Nolinor Convair 580 aterrizando en el Aeropuerto Internacional de Vancouver

En 2003, la firma de marcas de aerolíneas con sede en los Países Bajos, Lila Design, rediseñó el logotipo de Nolinor y el diseño de pintura de aviones en una imagen estilizada en blanco, azul y dorado.

## Flota
La flota de Nolinor Aviation incluye las siguientes aeronaves (al 28 de abril de 2020) 